# Victoria Krebs
Victoria Krebs ist eine deutsche Autorin von Kriminalromanen, die mit ihrer Familie in Edewecht lebt.

## Leben und Karriere
In Oldenburg geboren und aufgewachsen, studierte sie an der dortigen Carl-von-Ossietzky-Universität für das Lehramt. In den 90er Jahren zog sie mit ihrer Familie nach Dresden, wo sie für lange Zeit ihren Beruf ausübte.
Seit der Jahrtausendwende betätigt sie sich schriftstellerisch mit einem Schwerpunkt auf Regionalkrimis, die Dresden als Schauplatz haben.
2021 zog sie zurück nach Niedersachsen, von Edewecht aus schrieb sie ihren ersten Regionalkrimi, der in ihrer alten Heimat Oldenburg spielte.

## Veröffentlichungen (Auswahl)
Maria-Wagenried-Reihe
- Kopflos in Dresden. DDV-Edition, 2018
- Blutiges Erbe in Dresden. DDV-Edition, 2019
- Marias Versprechen. DDV-Edition, 2020
- Marias Gegenspieler. DDV-Edition, 2021
- Marias Irrtum. DDV-Edition, 2022

Kommissar-Schrabberdeich-Reihe
- Mordshunte. Isensee-Verlag, 2022
- Mordsschuld. Isensee-Verlag, 2023
- Mordsvilla an der Haaren. Isensee-Verlag, 2024

Weitere Titel
- Feinschliff nach dem Tod. Eldur-Verlag, 2020